# Stadtsteinacher Forst
Der Stadtsteinacher Forst ist ein Waldgebiet und eine Gemarkung auf dem Gemeindegebiet von Stadtsteinach im Landkreis Kulmbach (Oberfranken, Bayern).
Das Gebiet hat eine Fläche von 4,417 km² und ist in 9 Flurstücke aufgeteilt, die eine durchschnittliche Flurstücksfläche von 490.802,15 m² haben. Benachbarte Gemarkungen sind Zaubach im Westen, Schwand und Wildenstein im Norden, Triebenreuth und Vogtendorf im Osten und Stadtsteinach im Süden.